# Warcraft III: The Frozen Throne
Warcraft III: The Frozen Throne (от англ. warcraft — военное ремесло, frozen throne — ледяной трон) — официальное дополнение к компьютерной игре в жанре стратегии в реальном времени 2002 года Warcraft III: Reign of Chaos.

## Нововведения

Отряд Альянса атакует базу Орды

Игра заметно отличается от Warcraft III: Reign of Chaos. Теперь на своей базе можно строить магазин предметов и покупать их прямо там. У каждой расы магазин уникален. Появилась таверна, в которой можно нанимать нейтральных героев. У каждой расы появилось несколько новых юнитов и по одному новому герою. Были изменены цены на все объекты в игре: предметы, юнитов, постройки, улучшения и наёмников. Добавились новые типы атаки (магическая, «герой» и т. д.) и защиты («без защиты»). В последующих обновлениях были добавлены новые нейтральные герои, а также продолжение оригинальной кампании за орков.
Значительно расширен игровой редактор, за счёт чего игроки могли создавать свои кампании, озвучивать их, делать свои квесты и т. д., и благодаря которому игра остаётся популярной и по сей день.

## Сюжет
События дополнения продолжают сюжет Warcraft III: Reign of Chaos. После битвы на горе Хиджал расы Азерота стали возвращаться к мирной жизни. Однако последствия Третьей войны порождают новые конфликты. Как и в предыдущей части, сюжетная линия представлена в виде кампаний, которые образуют общий сюжет. Каждая кампания состоит из глав.

### Ужас из глубин
Первая кампания посвящена ночным эльфам.
Майев Песнь Теней (англ. Maiev Shadowsong), глава ордена Стражей, веками стерегла подземную тюрьму, главным узником в которой был Иллидан Ярость Бури (англ. Illidan Stormrage). После освобождения Иллидана Тирандой Шелест Ветра (англ. Tyrande Whisperwind) во время Третьей войны, Майев намерена вернуть его в заточение. Стражница вместе со своим орденом выслеживала Иллидана от эльфийских деревень Азшары и до Расколотых островов.
Тем временем Иллидан, поглотив демоническую силу черепа Гул’дана, стал невероятно могущественным. Он обрёл новых союзников — сатиров и прибывших из морских глубин таинственных наг. Иллидан проникает в гробницу падшего титана Саргераса (англ. Sargeras), расположенную на Расколотых островах. Там ему удаётся заполучить могущественный артефакт — око Саргераса — для известных только ему целей.
Майев намерена помешать планам Иллидана. Она уведомляет о его возросшей силе Тиранду и Малфуриона Ярость Бури (англ. Malfurion Stormrage) и взывает к ним о помощи. Вместе они отправляются за Иллиданом в павшее королевство Лордерон. Майев и Тиранда встречают Кель’таса Солнечного Скитальца (англ. Kael'thas Sunstrider), принца Кель’Таласа и лидера эльфов крови, и помогают его отряду спастись от нежити. Во время сражения с нежитью Тиранда падает в реку, что Майев использует в свою пользу. Она лжёт Малфуриону, сказав, что Тиранда погибла. Разъярённый друид принимает участие в битве с войсками Иллидана посреди руин Даларана. Им удаётся сорвать ритуал Иллидана, осуществляемый им с помощью ока Саргераса.
Майев собирается казнить Иллидана, но в последний момент становится известно о её лжи про смерть Тиранды. Малфурион жалеет Иллидана и вместе с ним отправляется искать свою жену. Иллидан и наги спасают Тиранду от нежити, за что Малфурион прощает брата и позволяет ему уйти. Он покидает Азерот с помощью портала, но в последний момент за ним отправляются Майев и её отряд. Малфурион отмечает, что из-за своей ярости Майев «стала воплощением возмездия».

### Проклятие эльфов крови
Кампания эльфов крови.
Часть выживших после падения Кель’Таласа высших эльфов во главе с принцем Кель’тасом нарекли себя эльфами крови из-за скорби по погибшим собратьям. Ослабленные магическим голодом, они надеются найти новый источник силы. Эльфы крови присоединяются к новой армии Лордерона во главе с маршалом Отмаром Гаритосом (англ. Othmar Garithos), известным своими расистскими предубеждениями к эльфам и другим нечеловеческим расам.
Вместе с людьми эльфы Кель’таса частично освобождают Даларан и его окрестности от войск Плети во главе с повелителем ужаса, но впоследствии Гаритос отзывает наиболее сильные отряды Альянса, что поставило эльфов крови на грань поражения. На помощь Кель’тасу приходят неожиданные союзники — наги во главе с леди Вайш (англ. Lady Vashj), которые помогают окончательно разбить местную нежить. О помощи враждебных наг узнаёт маршал Гаритос, который в ярости приговаривает всех эльфов крови к смерти. Леди Вайш вновь спасает от смерти Кель’таса и его народ, предлагая ему покинуть Азерот и отправиться в другой мир на помощь их повелителю — Иллидану. Кель’тас соглашается.
С помощью портала эльфы крови и наги прибывают в Запределье — осколки Дренора, родного мира орков. Там Кель’тас и Вайш спасают Иллидана от стражей Майев. Иллидан обещает, что Кель’тас и эльфы крови утолят свою жажду силы. Но сперва предлагает эльфам помочь ему одолеть Магтеридона (англ. Magtheridon) — демона, правящего Запредельем. Они закрывают порталы Легиона, с помощью которых Магтеридон получал подкрепление, после чего силы Иллидана осаждают Чёрный Храм, Иллидану помогают в том числе и племена дренеев во главе с вождём Акамой (англ. Akama). Свергнув Магтеридона, Иллидан провозглашает себя новым владыкой Запределья и подчиняет себе демонов и орков Скверны, ранее служивших демону. Иллидан делится своими планами с Кель’тасом — соответственно которому вновь заключив союз с Кил’джеденом Иллидан намерен уничтожить Короля-лича. Так как ритуал с оком Саргераса был прерван, то теперь необходимо отправиться на северный континент Нордскол, дабы разрушить Ледяной трон. Кель’тас в надежде доказать свою преданность Иллидану и отомстить за разрушенное королевство, соглашается.

### Наследие Проклятых
Последняя основная кампания идёт от лица нежити.
Рыцарь смерти Артас Менетил (англ. Arthas Menethil), воспользовавшись слабостью Пылающего Легиона, провозглашает себя королём Лордерона, свергая совет повелителей ужаса — Бальназара (англ. Balnazar), Детерока (англ. Deterok) и Вариматраса (англ. Varimathras) — и истребляя остатки Альянса Лордерона с помощью Кел'Тузада (англ. Kel'Thuzad) и Сильваны Ветрокрылой (англ. Sylvanas Windrunner). Вскоре в видении Артас узнаёт, что Король-лич Нер’зул (англ. Ner'zhul) значительно ослаб после ритуала с оком Саргераса и продолжает терять силу. Нер’зул начинает частично терять контроль над нежитью, в результате чего из под власти Короля-лича вырывается и Сильвана. Рыцарь смерти срочно снаряжает экспедицию в Нордскол, оставляя Кел’Тузада править Лордероном в его отсутствие.
Сильвана возглавляет новообразованную группу нежити, переманивает на свою сторону Вариматраса и убивает Детерока. Затем силы Сильваны осаждают руины столицы Лордерона, подконтрольной Бальназару. Ради этой цели Сильвана заключила временный союз с армией маршала Гаритоса. Захватив столицу, нежить убивает сперва Бальназара, а затем и Гаритоса. Укрепив власть, Сильвана объявляет верный ей народ Отрёкшимися — вольной нежитью, движимой местью к Артасу и Плети.
Через некоторое время Артас вновь прибывает в Нордскол, где сталкивается с силами Иллидана. На помощь Артасу приходит бывший король пауков Ануб’арак (англ. Anub'arak), присланный Королём-личем. Вместе они отправляются к Ледяной Короне, пробираясь через подземное королевство пауков Азжол-Неруб. Достигнув Ледяной Короны, Артас в бою тяжело ранит Иллидана, после чего поднимается на вершину Ледяного трона. Расколов своим мечом Ледяной трон, Артас надевает Шлем Господства, воссоединяя свою душу с Нер’зулом и становясь новым Королём-личом.

### Основание Дуротара
RPG-кампания Орды, представленная в трёх актах и не связанная сюжетно с первыми тремя кампаниями.
Повелитель зверей Рексар (англ. Rexxar), наполовину орк и наполовину огр, путешествуя по Калимдору, попадает в город Оргриммар, недавно основанную Траллом (англ. Thrall) столицу Орды. Вождь Тралл предлагает Рексару осесть в Дуротаре и помочь в решении насущных проблем его народа. Вместе с новыми напарниками — троллем Рокханом (англ. Rokhan) и пандареном Чэнем Буйным Портером (англ. Chen Stormstout) — Рексар обнаруживает вблизи Оргриммара группу войск Альянса, которая проявляет агрессию к орочьим поселениям. Это приводит Тралла в замешательство, так как с королевством Терамор Джайны Праудмур (англ. Jaina Proudmoore) у Орды был заключен мир. Как впоследствии выясняется, это были войска королевства Кул-Тирас, известного своим сильным флотом, возглавляемые адмиралом Даэлином Праудмуром (англ. Daelin Proudmoore), отцом Джайны. Адмирал, хорошо помня былые распри, не верит в мирные намерения орков. Рексар, возглавив войско Орды, берёт штурмом Терамор, после чего нехотя убивает короля Кул-Тираса, ослушавшись просьбы Джайны. Между Альянсом и Ордой вновь накаляются отношения.

## Разработка и развитие игры
Warcraft III: The Frozen Throne был анонсирован 22 января 2003 года. 14 февраля того же года компанией был запущен закрытый бета-тест, в котором приняло участие 10 000 человек, 10 марта количество тестеров было увеличено ещё на 10 000. 28 мая компания Soft-Club сообщила о завершении перевода дополнения на русский язык. 29 мая 2003 года игра ушла на золото.
Дальнейшее развитие происходит с выходом официальных обновлений, которые в основном исправляют ошибки и меняют игровой баланс. Например, уже первое выпущенное обновление, 1.10, внесло около 100 изменений в дополнение и оригинал. Некоторые обновления добавляли новый контент и дополнительные возможности: так, в обновлении 1.13 было добавлено продолжение кампании орков, а в обновлениях 1.15 и 1.17 — новые нейтральные герои. Кроме того, одно время на сайте Battle.net публиковались новые melee- и custom-карты. Все их можно скачать оттуда, а melee-карты вошли в официальные обновления и часть из них используется для рейтинговых игр на Battle.net.
16 апреля 2004 года, для тестирования новых возможностей обновления 1.15, Blizzard впервые вводит в эксплуатацию новый публичный тестовый сервер Battle.net под названием Westfall. В частности, среди новых возможностей этого обновления были улучшения основных серверов Battle.net: обновление системы поиска противника (англ. AMM ), более анонимный вариант игры «Каждый за себя» (англ. free for all) и рейтинговая система (англ. ladder) для кланов. Выход обновления состоялся 10 мая 2004 года. В дальнейшем, Westfall использовался для бета-теста некоторых других обновлений.
6 февраля 2008 года было выпущено обновление 1.21b, в котором была отключена проверка наличия диска игры в CD/DVD-приводе. Однако для игры на серверах Battle.net всё так же требуется лицензионный CD-key.
1 мая 2009 года на официальном сайте была опубликована информация о том, что в игре существует уязвимость, с помощью которой злоумышленник может запустить вредоносный код через изменённую пользовательскую карту. Было сообщено, что после выхода исправления авторам некоторых карт потребуется частично переписать их код. Уязвимость была устранена 4 августа 2009 года с выпуском обновления 1.24.
В апреле 2018 вышло обновление 1.29, в котором была введена поддержка широкоформатных мониторов, значительно обновлён баланс героев, новые наборы карт для всех рейтинговых режимов (bnet), крупные дополнения для редактора (увеличение размеров карты до 480х480, увеличение лимита количества объектов — 30 000, количество типов ландшафта 16 и другое), увеличение максимального количества игроков до 24.
Несмотря на отключение всех официальных серверов, Warcraft III The Frozen Throne по-прежнему можно играть на приватных серверах

## Локализация
На русский язык игра была переведена и озвучена компанией СофтКлаб. Локализация была признана лучшей в 2003 году журналом «Домашний ПК».
| Персонаж                               | Актёр               |
| -------------------------------------- | ------------------- |
| Адмирал Праудмур                       | Владимир Ферапонтов |
| Акама                                  | Владимир Ферапонтов |
| Ануб’арак                              | Рогволд Суховерко   |
| Артес (Артас)                          | Владимир Вихров     |
| Вариматас (Вариматрас)                 | Александр Новиков   |
| Джайна Праудмур                        | Елена Соловьёва     |
| Дрек’Тар                               | Владимир Ферапонтов |
| Иллидан                                | Виктор Бохон        |
| Кел-Тузед (Кел-Тузад)                  | Владислав Копп      |
| Кэрн Кровавое Копыто                   | Дмитрий Назаров     |
| Леди Вайши (Вайш)                      | Ольга Кузнецова     |
| Магеридон (Магтеридон)                 | Дмитрий Назаров     |
| Маршал Гаритос                         | Алексей Золотницкий |
| Мэв (Майев)                            | Людмила Ильина      |
| Ная (Наиша)                            | Елена Чебатуркина   |
| Принц Кель (Кель’тас)                  | Дмитрий Полонский   |
| Райво из Пандарии (Чэнь Буйный Портер) | Алексей Колган      |
| Рексар                                 | Александр Новиков   |
| Рохан                                  | Дмитрий Полонский   |
| Сильвана                               | Лариса Гребенщикова |
| Тиренд (Тиранда)                       | Елена Соловьёва     |
| Тралл                                  | Василий Косолапов   |
| Фарион (Малфурион)                     | Рогволд Суховерко   |
| Послушник Нежити                       | Павел Смеян         |

## Переиздание
На BlizzCon 2018 2 ноября 2018 года Blizzard анонсировала ремастер Reign of Chaos и Frozen Throne под названием Warcraft III: Reforged с участием реконструированных персонажей и графики с перспективным выпуском в 2019 году

## Рецензии и оценки
| Сводный рейтинг | Сводный рейтинг    |
| Агрегатор | Оценка             |
| --- | ------------------ |
| GameRankings | 90,98 %            |
| Metacritic | 88/100 (23 обзора) |
| MobyRank | 89/100             |
| TopTenReviews | [ 24 ]             |
| Иноязычные издания |                    |
| Издание | Оценка             |
| 1UP.com | A                  |
| AllGame | [ 26 ]             |
| CVG | 8,6/10             |
| Eurogamer | 10/10              |
| GameRevolution | B+                 |
| GameSpot | 9,2/10             |
| GameSpy | [ 31 ]             |
| IGN | 9,0/10             |
| Русскоязычные издания |                    |
| Издание | Оценка             |
| Absolute Games | 85 %               |
| «Домашний ПК» | [ 34 ]             |
| «Игромания» | 8,5/10             |
| «ЛКИ» | 91 %               |
| Награды |                    |
| Издание | Награда            |
| Лучшая локализация по версии журнала «Домашний ПК» Дополнение признано лучшим дополнением за 2004 год по версии журнала «Игромания». |                    |

Дополнение получило высокие оценки критиков. На GameRankings Warcraft III: The Frozen Throne имеет оценку 90,98 %, а на Metacritic дополнение получило 88 баллов из ста возможных.
IGN оценили игру в 9 баллов из 10, отметив сохранение планки качества на уровне предыдущей игры: «Это дополнение делает то, что должно — продлевает жизнь оригинальной игре, значительно расширяя её содержимое».
Джон Кифер из GameSpy дал игре 4,5 звёзд из 5 со словами: «Это очень целостное и приятное дополнение от Blizzard. Учтите, что вы получаете большое количество контента, которого у некоторых разработчиков хватило бы на целую игру».
Олег Ставицкий из редакции журнала «Игромания» похвалил игру, отметив, что «Blizzard свято блюдет добрые традиции и не пытается сыграть на чувствах фанатов, выпуская практически полновесную игру под видом безобидного дополнения». Также «Игромания» признала игру лучшим дополнением 2004 года.

### Официальные ресурсы
- Warcraft III на сайте Blizzard
- Warcraft III на сайте Battle.net
- Warcraft III: The Frozen Throne на сайте SoftClub

### Официальные форумы
- Общий форум Warcraft III на сайте Battle.net
- Форум для создателей карт Warcraft III